# Альтернативные выборы
Альтернативные выборы — выборы, в которых участвует несколько равноправных кандидатов или списков кандидатов. Принцип альтернативности выборов является одним из основных демократических стандартов и гарантируется законодательством демократических государств. При этом гарантии могут заключаться не только в обеспечении равенства кандидатов, но и в прямом требовании их множества, наличия альтернативы у избирателя. Так, в России выборы могут быть отложены на срок до шести месяцев, если число кандидатов на выборах ко дню голосования окажется равным одному или в многомандатных округах и выборах по пропорциональной системе равным числу распределяемых мест. В этот срок возможно дополнительное выдвижение кандидатов. Исключение составляют выборы в органы местного самоуправления.